# Affaire Nathalie Boyer
L'affaire Nathalie Boyer est une affaire criminelle française qui a pour point de départ la disparition d'une adolescente de 15 ans, le 2 août 1988 à Villefontaine, ville du Nord-Isère où elle demeure avec sa famille. Son corps a été retrouvé le lendemain sur le territoire de Saint-Quentin-Fallavier dans le même secteur de l'Isère. 
En 2008, cette affaire est reliée à d'autres cas d'enfants ou adultes disparus, tués ou agressés dans le même département et connu sous l'appellation des « disparus de l'Isère ».

## Disparition et meurtre
Lors en vacances à Villefontaine avec sa mère et sa fratrie, Nathalie, âgée de 15 ans, déjeune le mardi 2 août 1988 à Villefontaine, dans le Nord Isère, avant de descendre de l'appartement pour retrouver quelques amis. Le soir, la mère, inquiète de ne pas revoir revenir sa fille, alerte la gendarmerie. Le corps est retrouvé le mercredi matin, sur un sentier de la commune voisine  de Saint-Quentin-Fallavier, à quelques centaines de mètres de l'appartement familial, à proximité de la voie ferrée Lyon - Grenoble. Identifiée par sa mère, les enquêteurs constatent que la jeune fille a été égorgée.

## Famille
À l'époque de son décès, Nathalie Boyer, jeune adolescente d'origine réunionnaise, vient de fêter son quinzième anniversaire. Elle vit en foyer mais début août, elle rentre chez sa mère à Villefontaine, pour les vacances, afin de retrouver également son frère et ses deux cadettes.

## Enquête
L'enquête menée par la SR de Grenoble démontre que la victime n'a pas été violée, ce qui n'exclut pas une possible attaque à connotation sexuelle. Les enquêteurs sont également convaincus que meurtrier connaît très bien le secteur. En toute logique, les fichiers des individus violents et des maniaques sexuels de la région sont vérifiés, mais sans résultat. Trois ans après le meurtre, un non-lieu est prononcé par un juge grenoblois. En 2008, l'avocate Corinne Hermann demande un nouvel examen de quatre crimes non résolus dans le département de l'Isère, dont celui de Nathalie Boyer. En 2022, l'ouverture du pôle des cold-cases permet de faire renaitre l'espoir pour les familles de Nathalie Boyer et Leïla Afif, une femme assassinée, en 2000, dans des conditions quelque peu différentes mais seulement à quelques kilomètres du lieu de découverte du corps de Nathalie Boyer, 12 ans plus tôt.

## «Cold case»

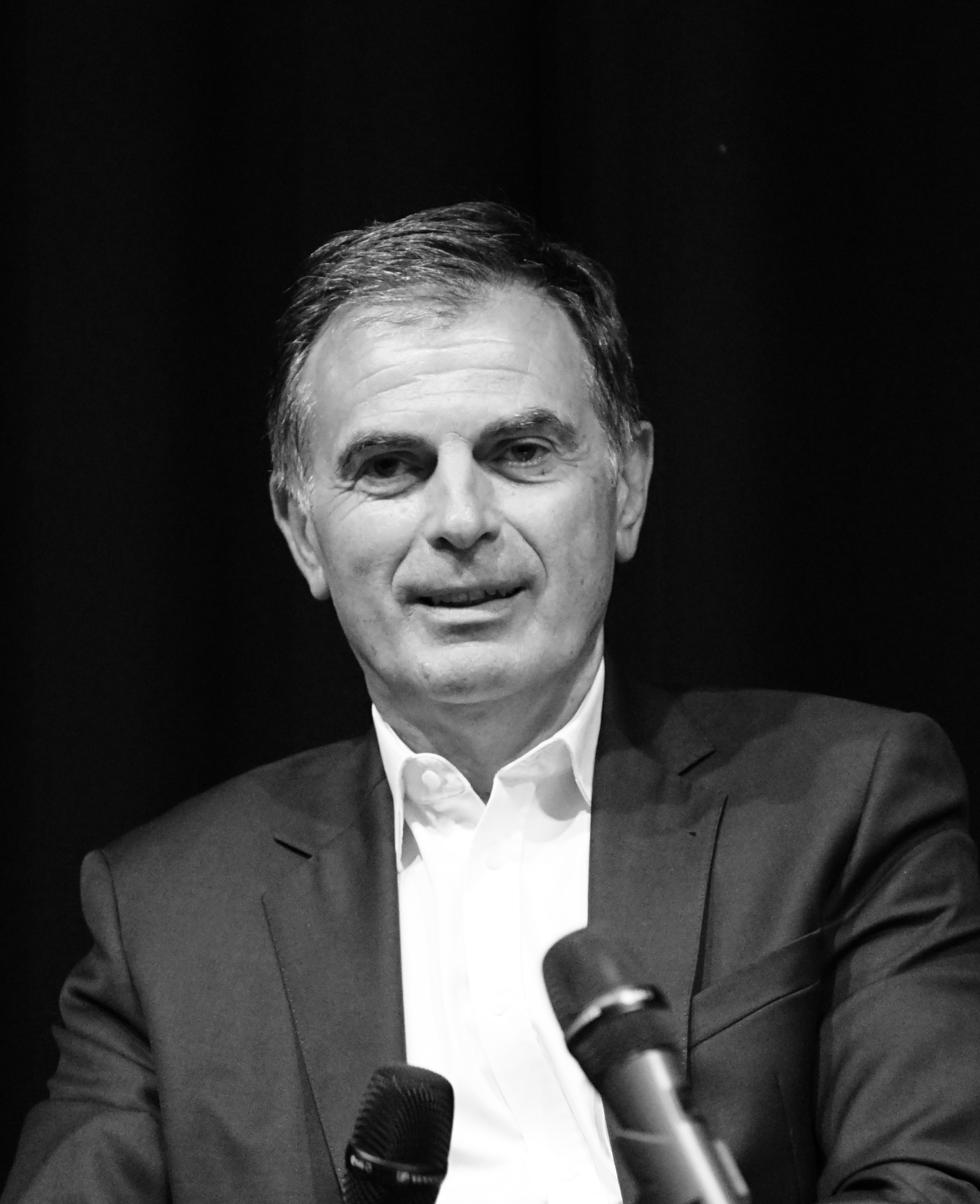
Jacques Dallest en 2019.

En 2022, sous l'impulsion de Jacques Dallest, procureur général de la cour d'appel de Grenoble, un nouveau pôle judiciaire dédié aux affaires non élucidées et aux crimes en série est créé à Nanterre. Ce pôle va gérer les dossiers des enfants disparus, connus sous l'appellation des « Disparus de l'Isère ».

## Identification d'un suspect
Un retraité a été identifié à la suite de nouvelles analyses ordonnées par le pôle cold cases de Nanterre. Cet homme est également soupçonné d’être impliqué dans le meurtre de Leila Afif, une quadragénaire tuée par balle à La Verpillière en 2000. Celui-ci aurait été confondu par son ADN retrouvé dans les scellés du dossier. Un lien avec le meurtre de l’adolescente Nathalie Boyer, survenu dans une commune voisine douze ans plus tôt, a dès lors été effectué par les enquêteurs.

### Documentaires télévisés
- « Le scandale des disparus de l'Isère » en 2010 dans Les Faits Karl Zéro présenté par Karl Zéro sur 13e rue.
- « Les enfants disparus de l'Isère » dans Affaires non résolues le 18 septembre 2010, 7, 23 et 26 juillet 2013 sur France 5 et sur 13e rue.